# 찰리 뷸리
찰리 뷸리(Charlie Bewley, 1981년 1월 25일 ~ )는 잉글랜드의 배우, 제작자이다.

## 출연 작품

### 영화
- 뉴문 (2009)
  - 이클립스 (2010)
  - 브레이킹 던 part 1 (2011)
  - 브레이킹 던 part 2 (2012)
- 라이크 크레이지 (2011)
- Soldiers of Fortune (2012)
- 해머 오브 갓 (2013)
- 인터섹션 (2013)

### 텔레비전
- 콜로니 (2016-17)